# Résistance de la Guinée-Bissau-Mouvement Bafatá
La Résistance de la Guinée-Bissau-Mouvement Bafatá (en portugais : Resistência da Guiné-Bissau-Movimento Bafatá, abrégé RGB-MB) est un parti politique de Guinée-Bissau. Il a été la principale organisation de l'opposition dans le pays, puis est devenu un petit parti sans représentation parlementaire.

## Histoire
Ce parti a été établi, en tant que Mouvement Bafatá, au Portugal le 27 juillet 1986 par Domingos Fernandes Gomes, à la suite de l’exécution de son ami d'enfance Viriato Rodrigues Pa, en Guinée-Bissau, avec cinq autres personnes accusées de tentative de coup d’État par le président João Bernardo Vieira. Ayant gagné l'appui d'une bonne partie des expatriés Guinéens vivant au Portugal, le gouvernement de Guinée-Bissau et le Parti africain pour l'indépendance de la Guinée et du Cap-Vert, au pouvoir, ont tenté à plusieurs reprises d'assassiner ses leaders. En 1991, l'organisation adopte son nom actuel.
À la suite de l'instauration du multipartisme en Guinée-Bissau au début des années 1990, les élections générales de 1994 voit le RGB-MB s'implanter et devenir le plus grand parti d'opposition. Il emporte 19 des 100 sièges à l'Assemblée nationale populaire. Dominos Fernandes termine troisième à l'élection présidentielle avec 17 % des voix. Aux élections générales de 1999, le RGB-MB gagne 10 sièges, restant une force d'opposition au nouveau parti au pouvoir, le Parti pour la rénovation sociale. Salvador Tchongó est désigné comme candidat du parti pour la présidentielle, mais termine neuvième avec seulement 2 % des voix. Le parti rejoint un gouvernement de coalition, mais en sort en janvier 2001.
Des problèmes internes viennent au premier plan lorsque Zinha Vaz, de la composante à la gauche du gauche RGB-MBB le quitte pour fonder un autre part. Le parti perd tous ses sièges dans les élections parlementaires de 2004.
Le parti conteste les résultats des élections législatives bissau-guinéennes de 2014, mais il n'y a reçu que 1,6 % des voix et a échoué à remporter un siège.